# 迈克尔·布朗冲绳非礼事件
迈克尔·布朗冲绳非礼事件指2002年11月2日发生在日本冲绳县，美国海军陆战队少校迈克尔·布朗企图非礼一名菲律宾调酒师的事件。调酒师指控，布朗企图强奸她，还把她的手机扔进附近的河里；布朗则否认强奸指控。调酒师之后收回并试图撤销指控，检方提供的证据表明她在撤诉前不久收到一笔現金。
案件引发日本媒体、特别是冲绳县媒体的广泛关注，还激起有关驻日美军、治外法权，以及日本法律制度和日本警察公正审判实践的公共辩论。案件还涉及美日安保条约和日美驻军地位协定。
经过19个月的审理，日本法庭于2004年7月8日裁决布朗非礼未遂和破坏私人财产两项罪名成立，判处一年监禁缓刑。受这起事件及其他美国军事人员在日本犯下罪行的影响，两国于2003年7月开始就修改美日地位协定谈判，但最后并没有做任何修订。2005年，布朗又在美国因另一起绑架罪被捕并受到起诉；2006年，他被贬职并从军队开除；2009年，他在案件审理过程中接受阿尔弗德式认罪，法官在绑架重罪上对他判处缓刑。

## 事件经过及逮捕

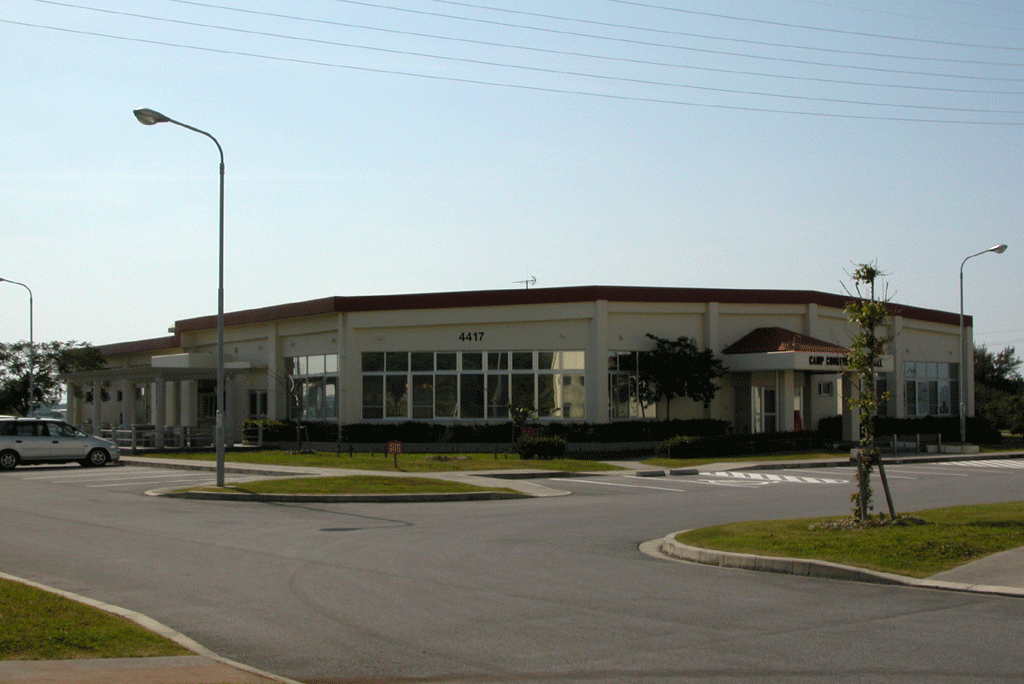
考特尼营食堂

2002年11月2日清晨，日本冲绳县具志川市考特尼营军官俱乐部的一名女性雇员开车抵达营地正门，向基地警卫人员投诉称有一名美国海军陆战队少校刚才试图在她的车上对她施以性侵犯，事情发生时，她的车位于基地后门附近的一条废弃公路上。根据她的指控，涉案人是迈克尔·布朗少校（Major Michael Brown），并称布朗把她的手机扔进附近的天愿河里。这名女子来自菲律宾，40岁，已经在冲绳生活了17年，夫婿是出身冲绳的日本国民。她的真实姓名不明，之后的新闻报道和报告中以缩写字母代替。这名女子还称，军官俱乐部于凌晨1点30分关门，于是她让布朗上了自己的车，后者要求她开到基地后门外的一条废弃公路上，停车后布朗突然试图强奸她，发现她试图报警后又抢过手机扔进河里。考特尼营的警卫人员致电日本警察厅，日本警员抵达后给录口供。
迈克尔·布朗这时39岁，已婚且有两个年幼的孩子。他已在海军陆战队服役19年，奉調到考特尼营担任海军陆战队第三远征军军官，这也是他第二次来到冲绳。布朗自愿在具志川市的日方警局接受数小时的问话，称主动向他提出性要求，遭拒后两人发生肢体冲突，抢走他的钱包，他则拿到她的手机，然后“出于烦闷”将之扔进附近的河里。布朗还表示，一度单独驾车离去，但没几分钟又折返把钱包还给他。布朗和的证词都称两人是当晚在军官俱乐部首度见面，然后让布朗上了她的车。布朗表示，他这时已烂醉如泥，是同意用车送他回家。
2002年12月3日，日本警方对布朗发出逮捕状。日本政府要求美方立即将被告移交日本警方。根据美日地位协定，美国军方只会把受到正式起诉的服役军人移交日本执法部门，但受1995年冲绳强奸事件的影响，美方同意对严重的犯罪行为给予“善意的考虑”，该案涉及两名海军陆战队员和一名美国海军士兵强奸年仅12岁的冲绳女孩。
美方在这起案件中决定不在日方正式提出起诉前把布朗移交日本当局，但布朗本人不得离开考特尼营。12月9日，日本警方正式立案起诉布朗，同月19日，他被正式指控犯有强奸未遂和破坏私人财产罪。次日，布朗经美国海军陆战队宪兵押解移交日本警方位于那霸市的看守所。面对为何等待10天才正式起诉布朗的问题，日本副检察长奥村淳一表示，他们只是想给布朗一个向受害人“道歉”的机会。但被告没有道歉，而且也仍然有意起诉，因此日本政府正式提起公诉。
12月25日，那霸地区法院法官池田弥生拒绝被告的保释要求，因为“他（布朗）有可能试图销毁证据或是威胁证人”。法官还表示，她对指控的严重性以及布朗和证词中的巨大出入感到关切。布朗聆讯时的代表律师是日本当地辩护律师赤岭允之，他向法庭表示，布朗远在美国的家人正同受害人就“道歉”事宜协商。这时布朗的兄弟已经建立网站，对布朗被拘留表示抗议，还批评日本法庭没有给予布朗公正待遇。布朗本人则向法庭表示，家人建立的抗议网站导致日本监狱官员对他的“训诫”。
2003年1月9日，池田弥生法官再度否决被告的保释请求。布朗于是向那霸法院的三法官委员会上诉，但委员会于1月16日裁决维持池田法官的决定。那霸法院计划在3月13日开庭审理布朗案，但之后在辩方律师的请求下延迟到5月26日。庭审过程预计需要持续较长时间，因为日本司法系统的程序惯例通常每个月只会进行一到两天的法庭审理。

## 预审
1月24日，布朗新聘请了两名辩护律师，其中迈克尔·格里菲斯（Michael Griffith）是纽约州律师，之前曾为冲绳的其他美国海军陆战队员打过官司；高江洲岁满则是冲绳前任检察长。据称两人都是“日本法律制度直言不讳的批评者。”布朗聘请的另外一名律师于3月向美国哥伦比亚特区联邦地区法院请求颁布人身保护令，声称日本的司法系统存在固有的不公平之处，因此质疑日方关押布朗的合法性，美方法院于3月12日以管辖权问题为由驳回请求。
整个案件审理期间，布朗起草多份公文指出他认为日本司法系统中存在不公正和腐败的地方，指控冲绳地方政府将起诉他作为政治议程对待。他的信件在家人开设的网站刊登，还非正式地向冲绳各界美军人员分发。布朗和家人给许多美国政坛人物和政府官员去信，批评日本当局以恶劣手段对待布朗，还积极呼吁其他美军人员和美国公民为他摇旗呐喊。
3月13日，冲绳当地一家报纸报道称，日本警方化验过受害人上身取得的唾液和案件调查期间从布朗身上取得的血液後得出结论，其中的相符。3月17日，法庭再度拒绝被告的保释请求。高江洲岁满认为，报纸上刊出有关证据的匿名报告是导致保释遭拒的根本原因，为此他批评那霸地区检察官办事处没有在原定庭审期限开始前在证据清单中列出证据。那霸地区副检察长奥村淳一对此回应称：“这里是日本，不是什么美国，之后再递交证据也没任何问题。”5月13日，那霸法院终于同意布朗的保释请求，把保释金定在1000万日元（相当于同年的约10万美元），但规定他整个庭审期间只能在考特尼营范围内活动。
布朗的家人聘请已在冲绳生活17年的前美军特种部队军人吉恩·沃菲尔德（Gene Warfield）担任顾问，协助他们“了解针对迈克尔（·布朗）的指控”。5月7日晚，沃菲尔德与日籍夫人和女儿3人一行抵达冲绳一家餐馆，但他这时突然遭到某持刀男子袭击并受了轻伤。据沃菲尔德表示，这名男子的攻击手段相当“专业”。日本警方经过调查，但没有逮捕任何嫌犯。

## 庭审

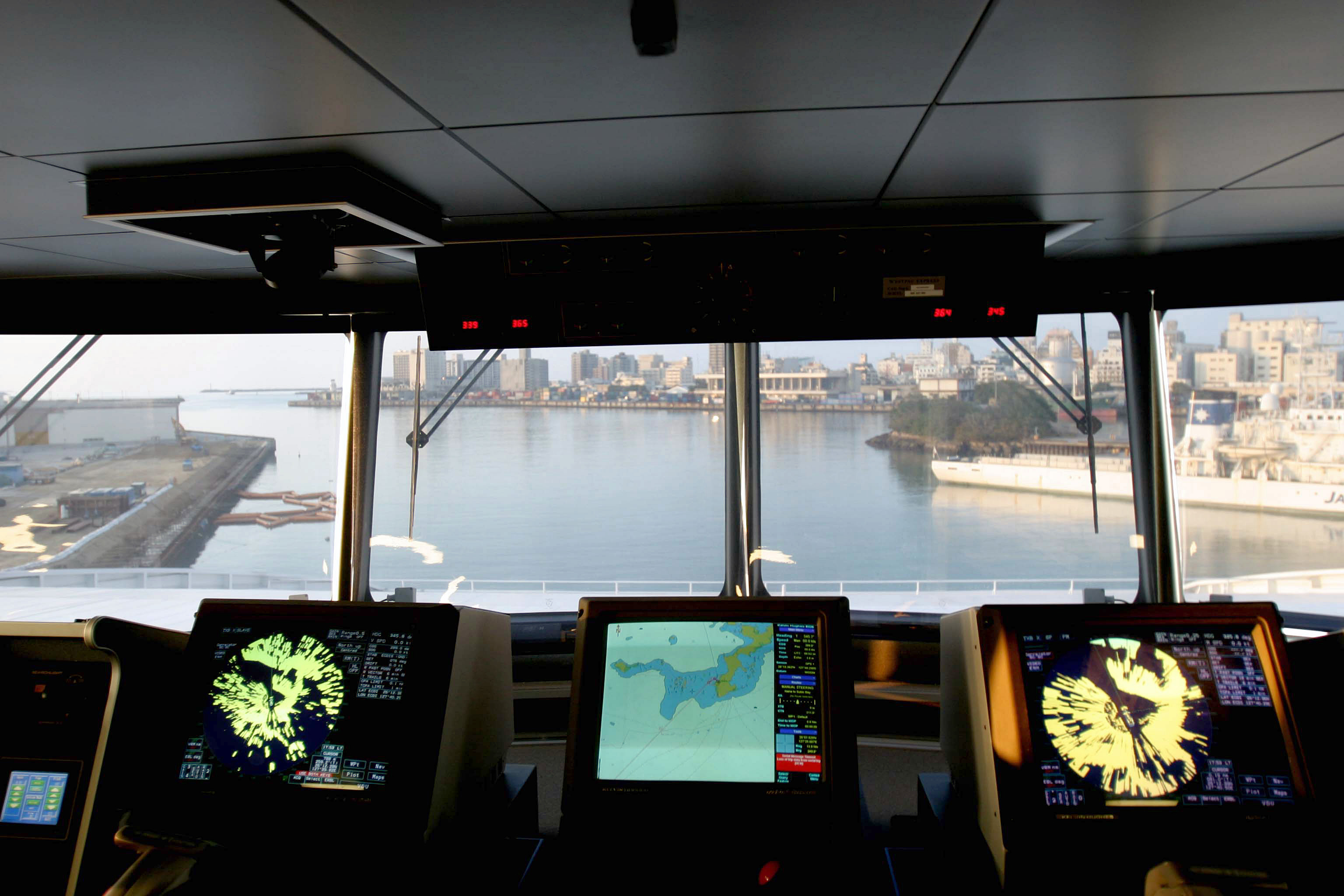
冲绳那霸，摄于军事海运司令部运输舰的舰桥

布朗案于5月26日在那霸开庭审理，法庭首先听取的口供。在接下来3天出庭作证时反复表示，布朗是无辜的，她希望能撤回指控。她在法庭上称，自己和被告在案发当晚的接触是双方自愿的，是她同意布朗抚弄并亲吻她的乳房，但自己就是在这个时候开始抗拒，布朗因此变得愤怒。称，她威胁要报警，布朗则把她的手机扔进了河里。自己是出于对失去手机的愤怒而在向基地警卫投诉时添油加醋指控布朗。原告还进一步称，她是在警方、检察官及雇主（当地一家向美国海军陆战队位于冲绳的军事基地提供临时工的机构）的脅迫下提出起诉，日方检察官还在正式起诉后声称，她只能在法庭上撤回起诉。出庭的其中一名法官这时询问原告为什么不对布朗感到愤怒，回答：“因为他并没有企图强奸我。之前我生气是因为他扔了我的手机，但现在已经不生气了。”
6月4日，案件再度开庭审理。高江洲岁满在法庭上称，是考特尼营军官俱乐部的经理安排布朗同原告发生性关系，但在驾车带被告抵达基地外的僻静道路时拒绝对方的接触。那霸地区检察官则称是在聆讯期间坚持要起诉布朗。
案件下一次开庭是7月1日，代表雇主公司的律师川滿敏出庭作证，称他曾于2002年12月试图让原告和被告通过“道歉”达成和解，但坚持要起诉。他当时还曾告诉原告，一旦正式起诉，她就只能等到案件庭审开始后才能撤回。
7月15日，法庭再度开庭，检察官递交的证据显示在5月庭审开始前不久收到来历不明的1万3500美元，希望据此证明原本的说法和案件起诉都是有效的，之后原告试图撤诉之举属于恶意，不足为信。布朗接下来走上证人席，但他拒绝回答有关他之前接受日本警察厅问话时对案发当晚真实情况的描述同高江洲岁满之后在法庭上说法不符的问题。检察官问道：“你原来说是她主动做出性挑逗的说法是假的吗？”布朗回应：“我不会回答这个问题。”检方又问他为什么不回答，布朗的答复是：“因为我想借此机会，让法庭看到警方和检察官是何等腐败，又是如何扭曲证据的。”高江洲岁满之后表示，布朗拒绝回答检方大部分问题的另一个原因是，他的回答会导致今后在美国海军陆战队的军事法庭上陷入不利境地。
9月9日，高江洲岁满向法庭呈请递交医学证据，证明布朗的背部曾于1999年受伤，脊椎内一直装有钢环和螺栓。据布朗所说，在有这种旧伤的情况下，他根本不可能像警方报告中所说的那样侵犯。由三名法官组成的那霸法院委员会同意在次日决定这份证据能否呈庭。
法庭在9月下旬开庭时决定接受在预审阶段的证词和针对布朗的指控，同时也接受她之后要求撤诉的证词。布朗对此向福冈高等法院那霸分院上诉，但被该院驳回。布朗又向最高裁判所上诉，但该院于2003年11月决定维持福冈高等法院驳回上诉的裁决。同年10月，布朗声称审理案件的3名法官对他有偏见，要求他们回避。但3名法官再度拒绝原告请求，案件于2004年1月恢复审理。
2004年1月16日，案件再度开审，那霸法院决定接受用于证明被告的脊椎和颈部有旧伤的证据。高江洲岁满表示，布朗的身体状况根本无法对原告施以暴力性侵犯。辩方律师还要求将在案发当晚所穿的衣服列为证据，但检察官佐竹毅拒绝将之呈庭。同年3月，被告当庭承认之前接受日本警方问话时撒了谎。布朗表示，同原告一起在她的车上时，两人发生一些“力度较大的爱抚”，之后他的行为有些“过火”，于是拒绝配合。接下来布朗说自己侮辱了她，则威胁要报警，于是他抢过原告的手机扔进河里。
4月24日，检察官織田武士向法庭作结案陈词，称原告和被告间发生了“恶毒而残酷”的犯罪行为，要求处以布朗3年监禁。他还称，这起罪行已经对冲绳当地社会构成影响，“事件导致居民感到焦虑。”高江洲岁满则向法庭递交布朗给写的一封信作为证据，信中对向她口出污言致嫌，还提供8000日元（相当于2004年的约75美元）赔偿她的手机。
经过19个月的审理，那霸地区法院于2004年7月8日裁定迈克尔·布朗“非礼未遂”和“破坏财产”罪名成立，但强奸罪名不成立。法院判处布朗1年监禁，缓刑3年执行，并处罚款1400美元。首席法官横田信之称，布朗是已经服役21年的海军陆战队老将，过往没有任何犯罪记录，因此对他从轻发落。由于受害人表示无意惩罚被告，检方决定不再对裁决提出上诉。布朗再度向日本最高法院上诉，但最高裁判所于2004年7月驳回上诉。2004年8月，布朗从考特尼营永久性调动至弗吉尼亚州的匡提科海军陆战队基地。

## 针对美日地位协定的争议

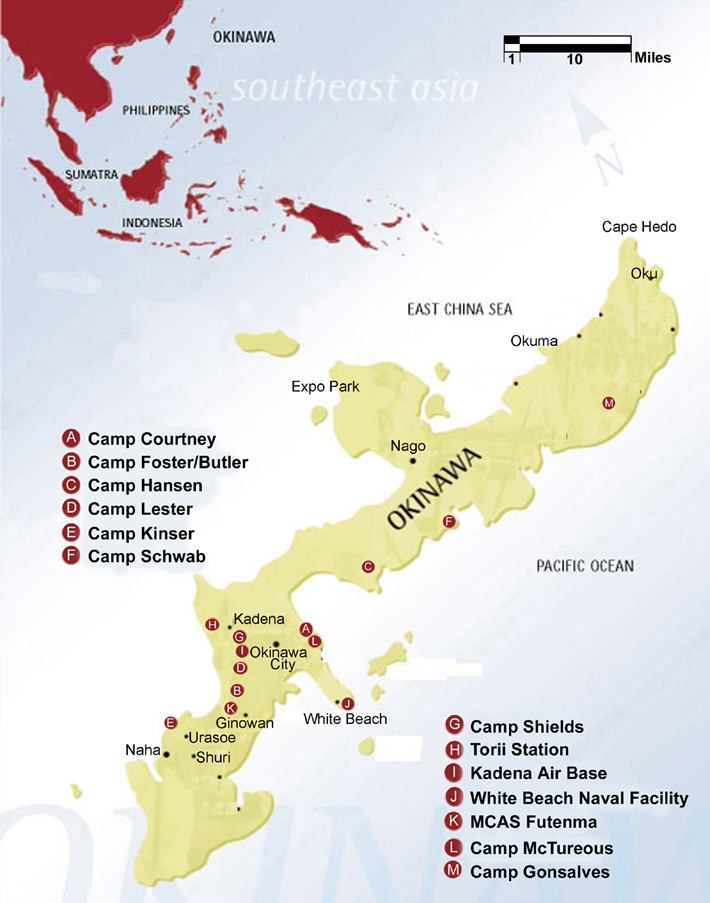
在沖繩的美國軍事設施位置。

美国现役军人在冲绳对日本公民犯下的暴力罪行，特别是强奸或谋杀这样的严重罪行，经常导致美日两国关系紧张。美国之前一直通过美日地位协定给予驻日美军人员“治外法权”，认为给予军人在美国司法体制下同等的权利待遇是理所当然的事，这样的权利意味着美军人员如果在日本犯下罪行，则审判权仍属美国法庭。美日地位协定还保障大部分美军人员不受日本签证和护照法律的限制，之前曾发生过多起美军人员被冲绳地方当局指控犯罪的事件，但涉案人员都被送回美国，无需走上日本法庭受审。即便嫌疑人留在日本，日本当局往往也不能向他们问话，更遑论审问。这样，日方检察官就很难做好起诉的准备。
包括许多冲绳当地居民在内的部分日本公民希望大幅减少驻扎在冲绳的美军数量，最终达到美军完全撤离当地的目标，反对美日地位协定则成为他们的核心诉求。许多生活在冲绳的日本公民认为，美方以美日地位协定为手段，令犯下针对日本公民罪行的美军人员无需面对日本刑事司法系统的追究。1995年9月4日，冲绳1名12岁少女被3个美军人员强奸，案件引发媒体强烈关注之余，也促使美国同日本修订美日地位协定，称美国今后会在美军人员受到包括强奸和谋杀在内的暴力犯罪指控时给予“善意的考虑”，在日方正式起诉前就把嫌疑人移交日本当局。在许多冲绳居民看来，迈克尔·布朗所涉案件应当符合美日地位协定中的新规定。媒体报道布朗最初涉嫌的指控后，虽然检方尚未起诉，但冲绳县知事稻岭惠一已公开宣称：“这是一起令人发指的践踏女性人权的罪行。更严重的是，犯下这起罪行的是一名海军陆战队少校，一个本应处于领导地位的人。”
美方曾在之前的3个案件中接受日方要求，在正式起诉前移交嫌犯。2002年12月3日，日本国政府要求把布朗移交日本警方交押，但美方这次拒绝配合，只愿意在日方正式起诉后再移交。美国驻日大使馆表示：“合众国政府的结论是，日本政府提出的这起案件情况可能不符合美国和日本之前达成协议的标准。”2002年12月10日，冲绳县议会全体一致通过决议，要求美国立即把布朗交给日本当局，呼吁日本国政府要求美方立即交出布朗。决议案中还谴责美方拒绝移交布朗的做法，称这是“蔑视我国司法体制、无视司法主权的体现”，此事“无可容忍”。稻岭惠一还称：“我已经充分认识到，有必要对美日地位协定重新进行彻底的审视。”
布朗案过后，冲绳又发生过多起涉及美国现役军人的犯罪事件，其中包括另一起美国海军陆战队员强奸当地妇女的案件。受这一系列事件的共同影响，美国驻军的14个日本行政督察区政府敦促执政的自由民主党“通过修改美日地位协定来确保货真价实的日美合作伙伴关系。”2003年7月2日，日本和美国开始就修改条约展开谈判，但这些谈判并未对现行协议做出任何修订。

## 之后的逮捕和定罪
2005年10月，迈克尔·布朗因涉嫌于这个月2号在西弗吉尼亚州喀拜尔县米尔顿的跳蚤市场绑架一名18岁越南裔美国女学生而被捕并受起诉。根据西弗吉尼亚州警方报告记载，布朗发现自己数周前买来收藏的多枚硬币根本就不值钱，他在恼怒之下返回跳蚤市场，假称是警察并给她戴上手铐，然后用车将女孩带往卡诺瓦县，假装是要向她问话。几小时后，女孩意识到布朗不是警察，于是从他的车中逃出。布朗被捕后，美国海军陆战队将他降职为上尉，然后在2006年2月1日将他强制退役。2009年8月14日，布朗在案件审理过程中接受阿尔弗德式认罪协议，意指他并不承认自己犯罪，但同意检方证据足以定罪。喀拜尔县巡回法院认定他的绑架重罪和小额偷窃轻罪成立，判处3年缓刑，其中两年不得离开家门，同时支付赔偿金和所有诉讼费用。

## 另見
- 沖繩美軍強姦12歲少女事件

## 扩展阅读
- Allen, David. . Stars and Stripes. 2003-03-13  [2015-12-12]. （原始内容存档于2007-09-26）.
- Allen, David. . Stars and Stripes. 2003-12-19  [2015-12-12]. （原始内容存档于2007-09-26）.
- Allen, David. . Stars and Stripes. 2004-01-15  [2015-12-12]. （原始内容存档于2007-09-29）.
- Allen, David; Sumida, Chiyomi. . Stars and Stripes. 2004-03-05  [2015-12-12]. （原始内容存档于2007-09-27）.
- Allen, David; Sumida, Chiyomi. . Stars and Stripes. 2002-12-19  [2015-12-12]. （原始内容存档于2007-12-14）.
- Allen, David; Sumida, Chiyomi. . Stars and Stripes. 2003-01-16  [2007-09-29]. （原始内容存档于2007-09-29）.
- Allen, David. . Stars and Stripes. 2003-01-30  [2015-12-12]. （原始内容存档于2007-09-29）.